# Allan Li Fo Sjoe
Allan Siegfried Li Fo Sjoe (26 januari 1940) is een Surinaams politicus en bestuurder. 

## Biografie
Hij behaalde in Suriname in 1959 zijn onderwijzersakte en 4 jaar later zijn hoofdonderwijzersakte. Vanaf 1959 tot 1970 was hij als leraar en docent actief bij onder andere het Instituut voor de Opleiding van Leraren (IOL). Daarna ging hij in Nederland studeren waar hij in 1973 slaagde voor de Middelbare akte Pedagogiek B en tot 1975 Pedagogische en Onderwijswetenschappen studeerde aan de Vrije Universiteit Amsterdam. In de periode 1974-1977 was Allan Li Fo Sjoe werkzaam als schoolbegeleider bij de gemeente Amsterdam. In 1977 keerde hij terug naar Suriname waar hij hoofddocent werd aan de Universiteit van Suriname.
Ruim twee jaar na de Sergeantencoup van 1980 werd die universiteit gedurende bijna een jaar op last van de overheid gesloten. 
Van december 1983 tot januari 1984 was er in Suriname een grote staking waarna de regering-Alibux aftrad. De staking was in eerste instantie gericht tegen belastingverhogingen, maar later ook tegen de regering en het militaire bewind. In het nieuwe kabinet dat in februari 1984 aantrad onder leiding van Wim Udenhout nam Li Fo Sjoe namens de vakbonden plaats als minister van Onderwijs en Wetenschap.
Toen hij in maart 1985 via Nederland naar Parijs wilde om een UNESCO-vergadering bij te wonen werd hem een visum voor Nederland geweigerd. In Paramaribo werd gesteld dat dat te maken zou hebben met zijn Nederlandse studieschuld terwijl volgens het Nederlandse ministerie van Buitenlandse Zaken de aanvraag te laat was binnengekomen.
In de hierop volgende jaren behield hij die post in de kabinetten onder Radhakishun (1986-1987) en Wijdenbosch (1987-1988).
In 1987 werd de aan de vakbonden verbonden Surinaamse Partij van de Arbeid (SPA) opgericht door onder anderen Fred Derby (C-47), Siegfried Gilds (C-47) en Allan Li Fo Sjoe (ambtenarencentrale CLO). Eind 1987 volgden de eerste vrije verkiezingen sinds de Sergeantencoup waarna de latere president Ronald Venetiaan terugkeerde als minister van Onderwijs in het kabinet-Shankar/Arron. 
Li Fo Sjoe bleef aan als beleidsmedewerker op dat ministerie wat hij zou blijven tot 2000. Andere functies die hij daarnaast had waren
- lid van de Executive Board van de UNESCO (1987 - 1989)
- namens de SPA lid van de Staatsraad (1996 - 2005)
- Lid van de Executive Board van IESALC (Instituto Internacional para la Educación Superior en América Latina y el Caribe - Internationaal instituut voor het hoger onderwijs in Latijns-Amerika en het Caribisch gebied) wat verbonden is met de UNESCO. (2000 - 2005)

In 2000 werd hij voorzitter van het Nationaal Instituut voor Milieu en Ontwikkeling in Suriname (NIMOS). Datzelfde jaar werd hij vicevoorzitter van het bestuur van de Universiteit van Suriname. Toen in september 2005 de toenmalige voorzitter Gregory Rusland de nieuwe minister van Natuurlijke Hulpbronnen werd, kreeg Li Fo Sjoe de functie van waarnemend voorzitter van het bestuur van de Universiteit van Suriname.
In februari 2006 werd duidelijk dat dr. Juan Chin Kwie door de regeringspartij Pertjajah Luhur (PL) is voorgedragen als kandidaat voor het voorzitterschap. Momenteel (2011) is hij nog steeds waarnemend voorzitter. Eind 2009 kreeg hij een eredoctoraat van de universiteit waar hij leiding aan geeft.